# Eygues
Pour les articles homonymes, voir Aïgue et Aigue.
L’Eygues ou Aygues (ou encore Aigues ou Aigue, en occitan Éguer) est une rivière du Sud-Est de la France qui coule dans les départements de la Drôme, des Hautes-Alpes et de Vaucluse. Elle est un affluent du Rhône.

## Géographie
Elle prend sa source près de la montagne de Peylan, sous le col de Montaux, dans le massif des Baronnies, commune de Chauvac-Laux-Montaux, département de la Drôme. Immédiatement après la source, le cours de la rivière fait une boucle dans le département des Hautes-Alpes jusqu’au moment où elle reçoit les eaux de l’Armalause. Elle trace sur quelques kilomètres la frontière entre les Hautes-Alpes et la Drôme jusqu’à Verclause et entre alors définitivement dans le département de la Drôme. La rivière coule vers l’ouest, passant à Sahune, Nyons dans le département de la Drôme, puis dans le département de Vaucluse, près d'Orange qu'elle contourne par le nord et l'ouest avant de se jeter dans le Rhône au sud, à Caderousse, face à l'île de la Piboulette. Son parcours est long de 113,7 kilomètres.

## Étymologie
Au Moyen Âge, le cours d'eau est appelé en latin Equeris (1278), Icaris (1321), Yquarum (1393), Yguaris (1414)... Le mot Aïgue ou Aygue est issu du latin aqua, qui signifie eau et qui a donné en occitan Éguer (norme classique) ou Egue (norme mistralienne), ce qui coïncide parfaitement avec les types du latin médiéval comme Icaris. 
Ce mot est orthographié de différentes manières comme le prouve le nom des communes de Saint-Maurice-sur-Eygues et Camaret-sur-Aigues. La partie drômoise du cours d'eau est orthographiée Eygues sur la carte topographique de l'IGN et la partie vauclusienne est orthographiée Aygues.
Pour le SANDRE, ce nom s'orthographie Aigue.

## Affluents
Principaux affluents :

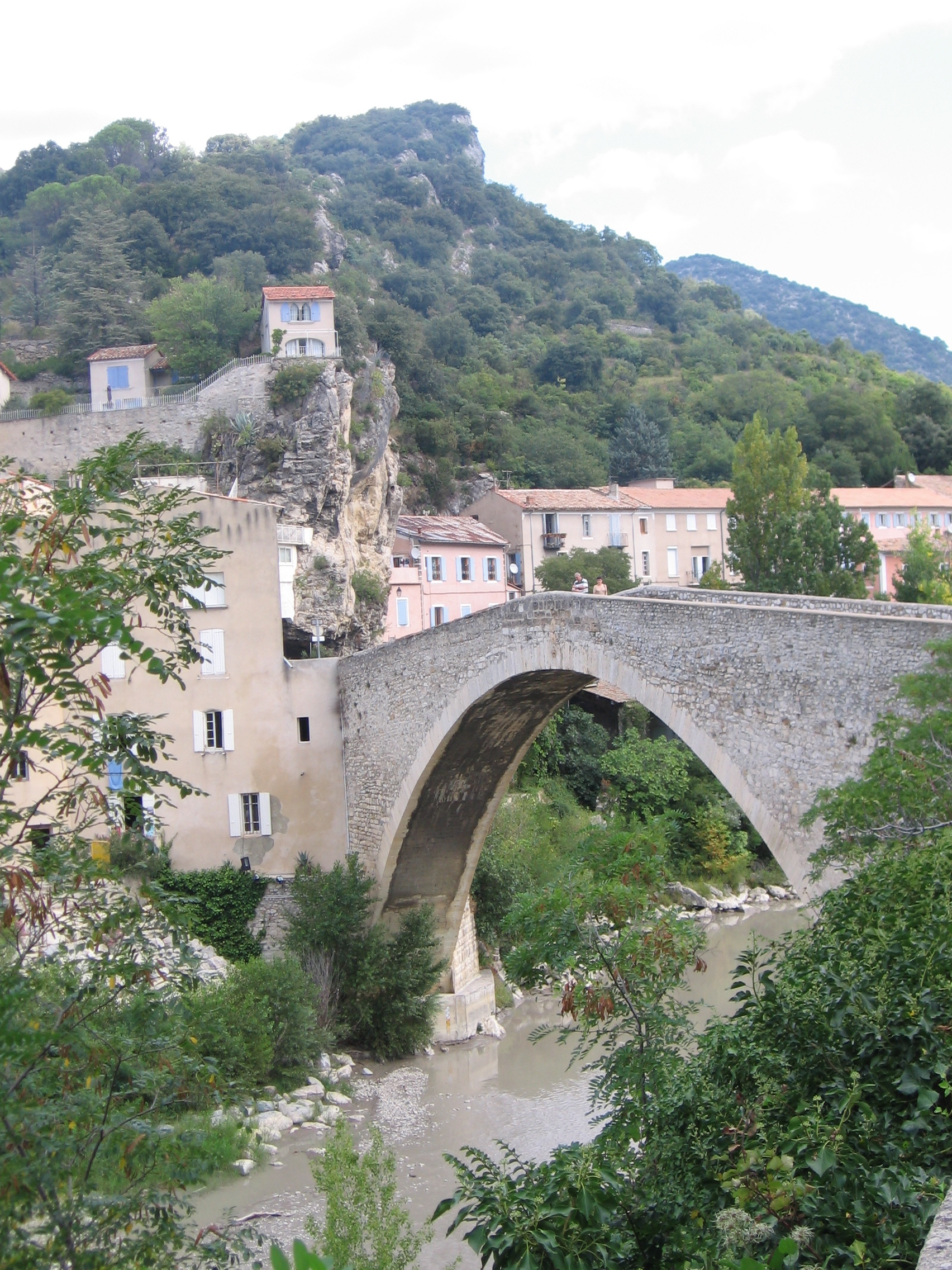
Pont sur l'Eygues à Nyons.

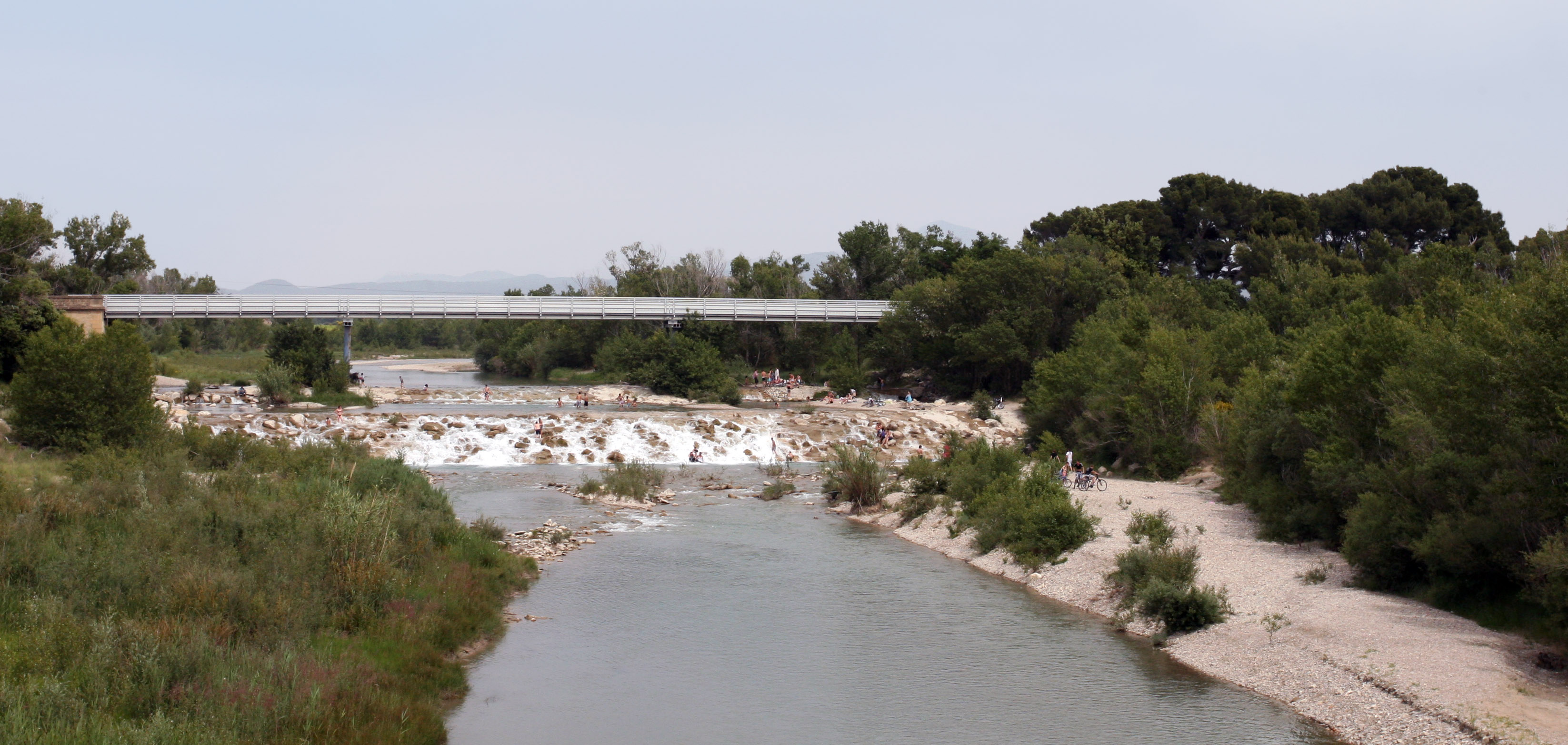
L'Aygues, lieu de baignades (proche de Camaret-sur-Aigues).

- l'Esclate (rd[note 1]), 10,1 km dans deux communes avec trois affluents et de rang de Strahler deux.
- l'Armalause ;
- l'Oule ;
- l'Ennuye ;
- le Rieu et le Rieu Sec ;
- le Bentrix ;
- le Lauzon ;
- la Sauve.